# Matteo Politano
Matteo Politano (Roma, 3 de agosto de 1993) é um futebolista italiano que atua como atacante. Atualmente defende o Napoli

## Carreira
Matteo Politano começou a carreira no Roma. Logo em sua primeira temporada como profissional, acabou sendo emprestado ao Perugia onde marcou 10 gols em 35 jogos antes de seu retorno a capital.
Na temporada 2013/14, acabou sendo vendido ao Pescara para a disputa do Italiano Série B. O jogador acabou marcando seu primeiro gol no dia 30 de setembro de 2013 contra o Cesena, em partida válida pela Série B.
Já na temporada 2015/16, acertou seu empréstimo ao Sassuolo. No dia 20 de setembro de 2015 marcou seu primeiro gol pelo Sassuolo em partida válida pela 4ª rodada da Serie A diante da Roma. Na última rodada do campeonato marcou dois gols contra a Internazionale.

## Títulos
Napoli
- Copa da Itália: 2019–20
- Campeonato Italiano: 2022–23, 2024–25